# Hidalgo (Texas)
Hidalgo es una ciudad ubicada en el condado de Hidalgo en el estado estadounidense de Texas. En el Censo de 2010 tenía una población de 11 198 habitantes y una densidad poblacional de 648,41 personas por km².

## Geografía
Hidalgo se encuentra ubicada en las coordenadas 26°6′22″N 98°14′54″O / 26.10611, -98.24833. Según la Oficina del Censo de los Estados Unidos, Hidalgo tiene una superficie total de 17.27 km², de la cual 16.95 km² corresponden a tierra firme y 0.32 km² (1.84 %) es agua.

## Demografía
Según el censo de 2010, había 11 198 personas residiendo en Hidalgo. La densidad de población era de 648,41 hab./km². De los 11 198 habitantes, Hidalgo estaba compuesto por el 94.02 % blancos, el 0.21 % eran afroamericanos, el 0.11 % eran amerindios, el 0.02 % eran asiáticos, el 0.01 % eran isleños del Pacífico, el 4.97 % eran de otras razas y el 0.66 % pertenecían a dos o más razas. Del total de la población el 98.37 % eran hispanos o latinos de cualquier raza.

## Educación
El Distrito Escolar Independiente de Hidalgo (Hidalgo ISD) y el Distrito Escolar Independiente Valley View sirven a partes de la ciudad.
Las escuelas primarias Hidalgo y Salinas sirven a partes de la sección del Hidalgo ISD. Todos los residentes del área Hidalgo ISD están zonificados en Ida Diaz Jr. High School, e Hidalgo Early College High School.
Las escuelas magnet del Distrito Escolar Independiente South Texas también sirven a Hidalgo.
La Biblioteca Pública de Hidalgo sirve a la ciudad. La biblioteca, diseñada por Eduardo Vela de la ciudad de Hidalgo, se abrió el 8 de abril de 1998.